# Robert Wadlow
Robert Pershing Wadlow (Alton, Illinois, 22. veljače 1918. – Manistee, Michigan, 15. srpnja 1940.) je prema Guinessovoj knjizi rekorda najviši čovjek u medicinskoj povijesti. Kada je umro Wadlow je bio visok 272 cm i težak 200 kg. Ljudi su ga zvali kao "Nježni Div".

## Rast
- 4 godine - 163 cm
- 8 godina - 188 cm
- 10 godina - 198 cm
- 13 godina - 224 cm
- 16 godina - 240 cm
- 17 godina - 248 cm
- 18 godina - 254 cm
- 19 godina - 259 cm
- 21 godina - 268 cm
- 22 godine - 272 cm

Nakon smrti pronađene su ogromne količine hormona rasta.

## Smrt
Zbog svoje visine Wadlow je imao krhke kosti, te je nosio ortozu. Na Nacionalnom šumskom festivalu ta je ortoza iziritirala njegov gležanj stvarajući žulj. Unatoč hitnoj operaciji njegovo se stanje pogoršalo, te je umro. Umro je u snu. Na njegov je pogreb došlo 27.000 ljudi. 